# Ophiura tenera
Ophiura tenera är en ormstjärneart som först beskrevs av George Richard Lyman 1883.  Ophiura tenera ingår i släktet Ophiura och familjen fransormstjärnor. Inga underarter finns listade i Catalogue of Life.